# NFA-Cup 1990
Der NFA-Cup 1990 der namibischen Vereinsfußballmannschaften war die erste Austragung des namibischen Pokalwettbewerbs. Als Sieger ging Black Africa aus Windhoek hervor.

## Spielmodus
Es traten in der Endrunde 32 Mannschaften im K.-o.-System beginnend vom 1/16-Finale an.

## Ergebnisse

### 1. Runde
Die Hinspiele fanden am 8. und 9. September 1990, die Rückspiele am 15. und 16. September statt.
|                  | Gesamt |                     | Hinspiel | Rückspiel |
| ---------------- | ------ | ------------------- | -------- | --------- |
| Sorento Bucs     | 2:3    | Monaco              | 1:1      | 1:2       |
| Hungry Lions     | 1:6    | Black Africa        | 1:4      | 0:2       |
| Celtic           | 4:2    | Young Ones FC       | 3:0      | 1:2       |
| Atlanta Bucks    | 1:7    | Civics FC           | 1:5      | 0:2       |
| Eastern Chiefs   | ?:?    | Eleven Arrows       | ?:?      | 0:2       |
| Try Again        | 3:4    | Blue Waters FC      | 2:1      | 1:3       |
| Golden Stars     | 0:2    | Chief Santos        | 0:0      | 1:2       |
| Imcor Chiefs     | 1:4    | Liverpool Okahandja | 1:3      | 0:1       |
| Tigers FC        | ?:?    | CS Maritimo         | ?:?      | ?:?       |
| Mobil Lans       | 3:6    | Chelsea             | 2:1      | 1:5       |
| Challengers      | 2:5    | Orlando Pirates     | 1:2      | 1:3       |
| Pubs FC          | 6:4    | NAMPOL FC           | 3:1      | 3:3       |
| Namib Woestyn    | 1:6    | Highland Bucks      | 3:2      | ?:?       |
| Real Fighters    | ?:?    | Maroon Brothers     | 4:1      | ?:?       |
| East Ham         | 3:5    | Golden Bees         | 1:2      | 2:3       |
| Life Fighters FC | ?:?    | African Stars       | ?:?      | 1:1       |
| Cuca Tops        | ?:?    | Ramblers            | ?:?      | 1:2       |
| Robber Chanties  | ?:?    | Tornado             | ?:?      | 1:1       |

### 2. Runde
Die Spiele fanden am 13. Oktober 1990 statt.
|               | Ergebnis        |               |
| ------------- | --------------- | ------------- |
| Black Africa  | ?:? (?:? i. E.) | African Stars |
| Tigers        | 3:1             | Celtic        |
| Golden Bees   | 2:1             | SK Windhoek   |
| Eleven Arrows | ?:? (4:3 i. E.) | Ramblers      |
| Chief Santos  | 2:0             | Namib Woestyn |
| Blue Waters   | 1:0             | Liverpool     |
| Real Fighters | bye             | Explorer XI   |
| Pubcs FC      | 3:1             | Monaco        |
| Tornado       | 2:1             | Chelsea       |

### Viertelfinale
Die Spiele fanden Ende Oktober/Anfang November 1990 statt.
|                 | Ergebnis |               |
| --------------- | -------- | ------------- |
| Tornado         | ?:?      | Black Africa  |
| Orlando Pirates | ?:?      | Eleven Arrows |
| Chief Santos    | ?:?      | Pubs FC       |
| Tigers          | ?:?      | Blue Waters   |

### Halbfinale
Die Spiele fanden am 4. November 1990 statt.
|                 | Ergebnis |              |
| --------------- | -------- | ------------ |
| Orlando Pirates | ?:?      | Chief Santos |
| Black Africa    | ?:?      | Blue Waters  |

### Spiel um Platz 3 und Finale
Die Spiele fanden am 10. November 1990 statt.
|              | Ergebnis        |                 |
| ------------ | --------------- | --------------- |
| Chief Santos | 8:1             | Blue Waters     |
| Black Africa | 1:1 (4:2 i. E.) | Orlando Pirates |